# Rotemburgo
Rotemburgo em Neckar (em alemão: Rottenburg am Neckar) ou Rotemburgo (denominação da cidade até 10 de junho de 1964) é uma cidade de tamanho médio da Alemanha localizada no distrito de Tubinga, região administrativa de Tubinga, estado de Bade-Vurtemberga. Pertence à região de Neckar-Alb e à zona periférica da região metropolitana da capital do estado Estugarda, se localizando a cerca de 50 quilômetros a sudoeste do mesmo e 12 quilômetros de Tubinga. É a segunda maior cidade de seu distrito. Era conhecida como Sumelocena (em latim: Sumelocenna) durante o período romano.
Rotemburgo em Neckar é uma importante cidade distrital desde 1º de maio de 1972. A cidade de Rotemburgo em Neckar assinou uma parceria administrativa com as comunidades de Hirrlingen, Neustetten e Starzach.
A cidade é a sede da Diocese Católica de Rotemburgo-Estugarda.

## Geografia

### Localização
A cidade romana e episcopal de Rotemburgose localiza na região sudoeste da Alemanha e é cortado pelo rio Neckar, pelo qual possui sua área urbana dividida por cerca de 14,5 quilômetros. 
As seguintes cidades e municípios fazem fronteira com a cidade de Rotemburgo e são nomeadas começando no sentido horário no norte: Ammerbuch, Tubinga, Dußlingen, Ofterdingen, Bodelshausen, Hirrlingen, Starzach, Eutingen, Nagold, Neustetten, Mötzingen, Bondorf e Gäufelden. Pertencem ao distrito de Tübinga e aos distritos de Freudenstadt, Calw e Böblingen.
Rotemburgo, mais as comunidades de Hirrlingen, Neusttetten e Starzach, formam uma micro-região de tamanho médio dentro da região de Neckar-Alb em Tubinga.

### Estrutura administrativa da cidade
A área urbana de Rotemburgo consiste no núcleo da cidade e nos distritos que foram incorporados como parte da reforma municipal da década de 1970 e listados na tabela a seguir.
| Escudo | Distritos                 | Habitantes (em 31/07/2018) | Área em hectares | Incorporação |
| ------ | ------------------------- | -------------------------- | ---------------- | ------------ |
| Brasão | Rottenburg (área central) | 17 764                     | 4006             |              |
| Brasão | Bad Niedernau             | 524                        | 410              | 01/12/1971   |
| Brasão | Baisingen                 | 1266                       | 720              | 01/12/1972   |
| Brasão | Bieringen                 | 667                        | 686              | 01/12/1972   |
| Brasão | Dettingen                 | 1732                       | 962              | 01/01/1975   |
| Brasão | Eckenweiler               | 561                        | 198              | 01/12/1971   |
| Brasão | Ergenzingen               | 4315                       | 1004             | 01/12/1972   |
| Brasão | Frommenhausen             | 482                        | 362              | 01/01/1972   |
| Brasão | Hailfingen                | 1677                       | 751              | 01/01/1972   |
| Brasão | Hemmendorf                | 842                        | 657              | 01/01/1972   |
| Brasão | Kiebingen                 | 2088                       | 518              | 01/12/1971   |
| Brasão | Obernau                   | 508                        | 378              | 01/01/1972   |
| Brasão | Oberndorf                 | 1492                       | 614              | 01/04/1974   |
| Brasão | Schwalldorf               | 772                        | 581              | 01/01/1972   |
| Brasão | Seebronn                  | 1705                       | 811              | 01/01/1972   |
| Brasão | Weiler                    | 1065                       | 384              | 01/12/1971   |
| Brasão | Wendelsheim               | 1639                       | 470              | 01/02/1972   |
| Brasão | Wurmlingen                | 2600                       | 714              | 01/12/1971   |

As localidades incorporadas também são localidades no sentido de entidade municipal de Bade-Vurtemberga, ou seja, possuem um conselho próprio com um representante local como presidente, escolhidos em eleição por aqueles com direito a voto.
No centro da cidade, outras áreas residenciais com seus próprios nomes são algumas vezes distinguidas, cujos nomes surgiram ao longo da história devido ao desenvolvimento e que, no entanto, geralmente não são exatamente delimitáveis. Estas incluem, por exemplo, Kreuzerfeld, Burgäcker/Äuble e Hohenberg.
Além disso, algumas áreas residenciais separadas espacialmente com seus próprios nomes pertencem ao centro da cidade, mas têm muito poucos residentes. Estes incluem Dürrbachhöfe, Eratskirche, Hammerwasen, Heuberger Hof, Kalkweil, Oberwörthaus, Papier- ou Bronnenmühle, Schadenweilerhof e Weggental. Em algumas partes da cidade, também, existem pequenos espaços habitacionais separados espacialmente, por exemplo em Baisingen (Bühlhof, Fichtenhof e Jungholzhof), em Bieringen (Hennental) e em Weiler (Katzenbacher Ziegelhütte).

### Clima
| Dados climatológicos para Rotemburgo em Neckar | Dados climatológicos para Rotemburgo em Neckar | Dados climatológicos para Rotemburgo em Neckar | Dados climatológicos para Rotemburgo em Neckar | Dados climatológicos para Rotemburgo em Neckar | Dados climatológicos para Rotemburgo em Neckar | Dados climatológicos para Rotemburgo em Neckar | Dados climatológicos para Rotemburgo em Neckar | Dados climatológicos para Rotemburgo em Neckar | Dados climatológicos para Rotemburgo em Neckar | Dados climatológicos para Rotemburgo em Neckar | Dados climatológicos para Rotemburgo em Neckar | Dados climatológicos para Rotemburgo em Neckar | Dados climatológicos para Rotemburgo em Neckar |
| Mês                                            | Jan                                            | Fev                                            | Mar                                            | Abr                                            | Mai                                            | Jun                                            | Jul                                            | Ago                                            | Set                                            | Out                                            | Nov                                            | Dez                                            |                                                |
| ---------------------------------------------- | ---------------------------------------------- | ---------------------------------------------- | ---------------------------------------------- | ---------------------------------------------- | ---------------------------------------------- | ---------------------------------------------- | ---------------------------------------------- | ---------------------------------------------- | ---------------------------------------------- | ---------------------------------------------- | ---------------------------------------------- | ---------------------------------------------- | ---------------------------------------------- |
| Temperatura máxima média (°C)                  | 3                                              | 5                                              | 10                                             | 13                                             | 18                                             | 21                                             | 24                                             | 24                                             | 20                                             | 14                                             | 8                                              | 4                                              |                                                |
| Temperatura média (°C)                         | −0,7                                           | 0,6                                            | 4,0                                            | 7,8                                            | 12,2                                           | 15,6                                           | 17,6                                           | 16,7                                           | 13,7                                           | 8,8                                            | 3,4                                            | 0,3                                            |                                                |
| Temperatura mínima média (°C)                  | −2                                             | −2                                             | 1                                              | 4                                              | 8                                              | 11                                             | 13                                             | 13                                             | 10                                             | 6                                              | 1                                              | −1                                             |                                                |
| Precipitação (mm)                              | 53                                             | 53                                             | 52                                             | 66                                             | 91                                             | 96                                             | 77                                             | 84                                             | 55                                             | 50                                             | 62                                             | 57                                             |                                                |